# Canottaggio ai Giochi della VIII Olimpiade - Quattro con maschile
La competizione del quattro con maschile dei Giochi della VIII Olimpiade si è svolta nel Bassin d'Argentuil lungo la Senna a Parigi  dal 13 al 17 luglio 1924.

## Risultati

### Batterie
Si disputarono il 13 luglio. I vincitori avanzarono alla finale, i secondi al Repechage.
| Pos. | Nazione     | Atleti                                                                      | Tempo  |
| ---- | ----------- | --------------------------------------------------------------------------- | ------ |
| 1    | Stati Uniti | Bob Gerhardt - Sid Jelinek Ed Mitchell - Henry Welsford John Kennedy        | 7'19"0 |
| 2    | Belgio      | Lucien Brouha - Victor Denis Jules Georges - Marcel Roman Jean van Silfhout | 7'29"0 |
| 3    | Spagna      | Josep Balsells - Leandro Coll Jaime Giralt - Ricardo Massana Luis Omedes    | 7'34"0 |

| Pos. | Nazione       | Atleti                                                                                   | Tempo  |
| ---- | ------------- | ---------------------------------------------------------------------------------------- | ------ |
| 1    | Francia       | Eugène Constant - Louis Gressier Georges Lecointe - Raymond Talleux Marcel Lepan         | 7'10"0 |
| 2    | Gran Bretagna | Victor Bovington - Bernard Croucher Thomas Monk - John Townend Harry Barnsley            | 7'21"6 |
| 3    | Polonia       | Henryk Fronczak - Edmund Kowalec Józef Szawara - Władysław Nadratowski Antoni Brzozowski | n/d    |

| Pos. | Nazione  | Atleti                                                                                   | Tempo  |
| ---- | -------- | ---------------------------------------------------------------------------------------- | ------ |
| 1    | Italia   | Renato Berninzone - Marcello Casanova Gastone Cerato - Jean Cipolino Massimo Ballestrero | 7'13"0 |
| 2    | Ungheria | Lajos Wick - István Szendeffy Sándor Hautzinger - Zoltán Török Károly Koch               | 7'13"8 |

| Pos. | Nazione     | Atleti                                                                     | Tempo  |
| ---- | ----------- | -------------------------------------------------------------------------- | ------ |
| 1    | Paesi Bassi | Jo Brandsma - Jacob Brandsma Dirk Fortuin - Jean van Silfhout Louis Dekker | 7'08"0 |
| 2    | Svizzera    | Émile Albrecht - Alfred Probst Eugen Sigg - Hans Walter Walter Loosli      | 7'12"2 |

### Repechage
Si disputò il 13 luglio. 
| Pos. | Nazione       | Atleti                                                                       | Tempo  |
| ---- | ------------- | ---------------------------------------------------------------------------- | ------ |
| 1    | Svizzera      | Émile Albrecht - Alfred Probst Eugen Sigg - Hans Walter Walter Loosli        | 7'17"0 |
| 2    | Gran Bretagna | Victor Bovington -Bernard Croucher Thomas Monk - John Townend Harry Barnsley | 7'33"0 |
| 3    | Ungheria      | Lajos Wick - István Szendeffy Sándor Hautzinger - Zoltán Török Károly Koch   | n/d    |
| 4    | Belgio        | Lucien Brouha - Victor Denis Jules Georges - Marcel Roman Jean van Silfhout  | n/d    |

### Finale
Si disputò il 17 luglio. 
| Pos.    | Nazione     | Atleti                                                                                   | Tempo  |
| ------- | ----------- | ---------------------------------------------------------------------------------------- | ------ |
| Oro     | Svizzera    | Émile Albrecht - Alfred Probst Eugen Sigg - Hans Walter Walter Loosli                    | 7'18"4 |
| Argento | Francia     | Eugène Constant - Louis Gressier Georges Lecointe - Raymond Talleux Marcel Lepan         | 7'21"6 |
| Argento | Stati Uniti | Bob Gerhardt - Sid Jelinek Ed Mitchell - Henry Welsford John Kennedy                     | n/d    |
| 4       | Italia      | Renato Berninzone - Marcello Casanova Gastone Cerato - Jean Cipolino Massimo Ballestrero | n/d    |
| -       | Paesi Bassi | Jo Brandsma - Jacob Brandsma Dirk Fortuin - Jean van Silfhout Louis Dekker               | DNF    |